# Bormida (fiume)
La Bormida (AFI: /ˈbɔrmida/; Bormia AFI: /bʊrmja/ in ligure e in piemontese, Burnia in dialetto valbormidese) è un fiume del Piemonte e della Liguria lungo complessivamente circa 153 km, sub-affluente del Po e principale affluente del fiume Tanaro. Ha un bacino molto esteso (2 663 km²), distribuito in parte sulle Alpi Marittime (porzione dell'alto corso delle "Bormide") e in parte sull'Appennino Ligure (porzione degli affluenti Erro e Orba).

## Idronimo

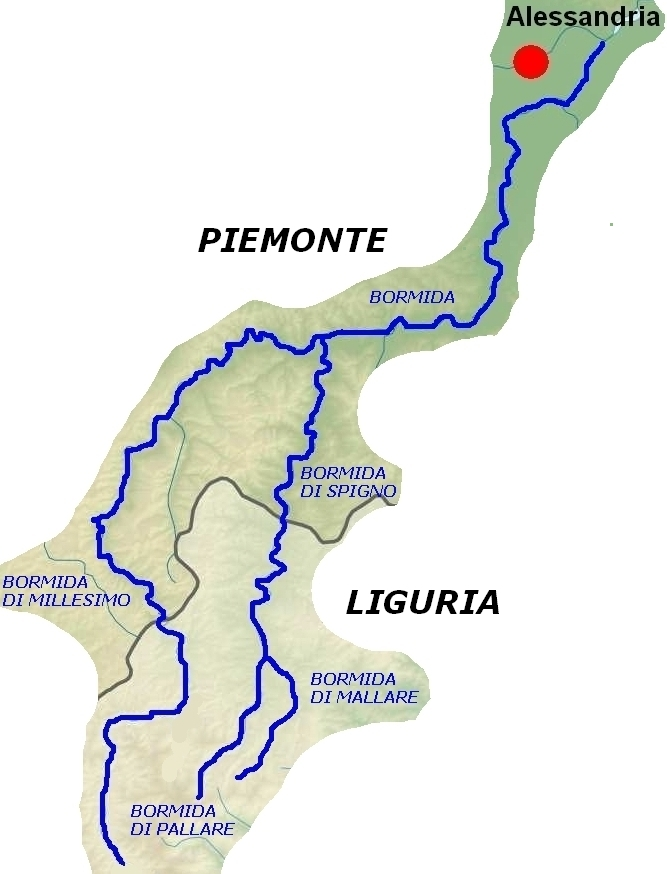
I vari nomi assunti dalla Bormida

La Bormida è così chiamata dalla proto-forma ligure pre-romana *bormo ('acqua calda o che gorgoglia'), legata anche ai nomi degli dei delle sorgenti Bormō e Bormānus. La radice *borm- in sé stessa potrebbe avere radici pre-indoeuropee ed essere, così, connessa con il linguaggio (o i linguaggi) perduti di abitatori preistorici dell'Europa che occuparono il Nord Italia prima del possibile arrivo degli Indo-Europei. 
L'asta sorgentizia della Bormida comprende quattro cosiddette "Bormide" minori (da sud verso nord):
- la Bormida di Mallare, che nasce dal monte Alto e la Bormida di Pallare, proveniente invece dal monte Settepani, entrambe confluenti presso i centri di San Giuseppe di Cairo e Bragno in un unico corso d'acqua chiamato Bormida di Spigno;
- la Bormida di Millesimo, il corso d'acqua principale, che nasce dal colle Scravaion (comune di Castelvecchio di Rocca Barbena) e, una volta ricevuta dopo 90 km di corso da destra la Bormida di Spigno nei pressi di Bistagno (AL), diventa la Bormida propriamente detta, che confluisce nel Tanaro a est della città di Alessandria.

## Il tratto alto: la Bormida di Millesimo

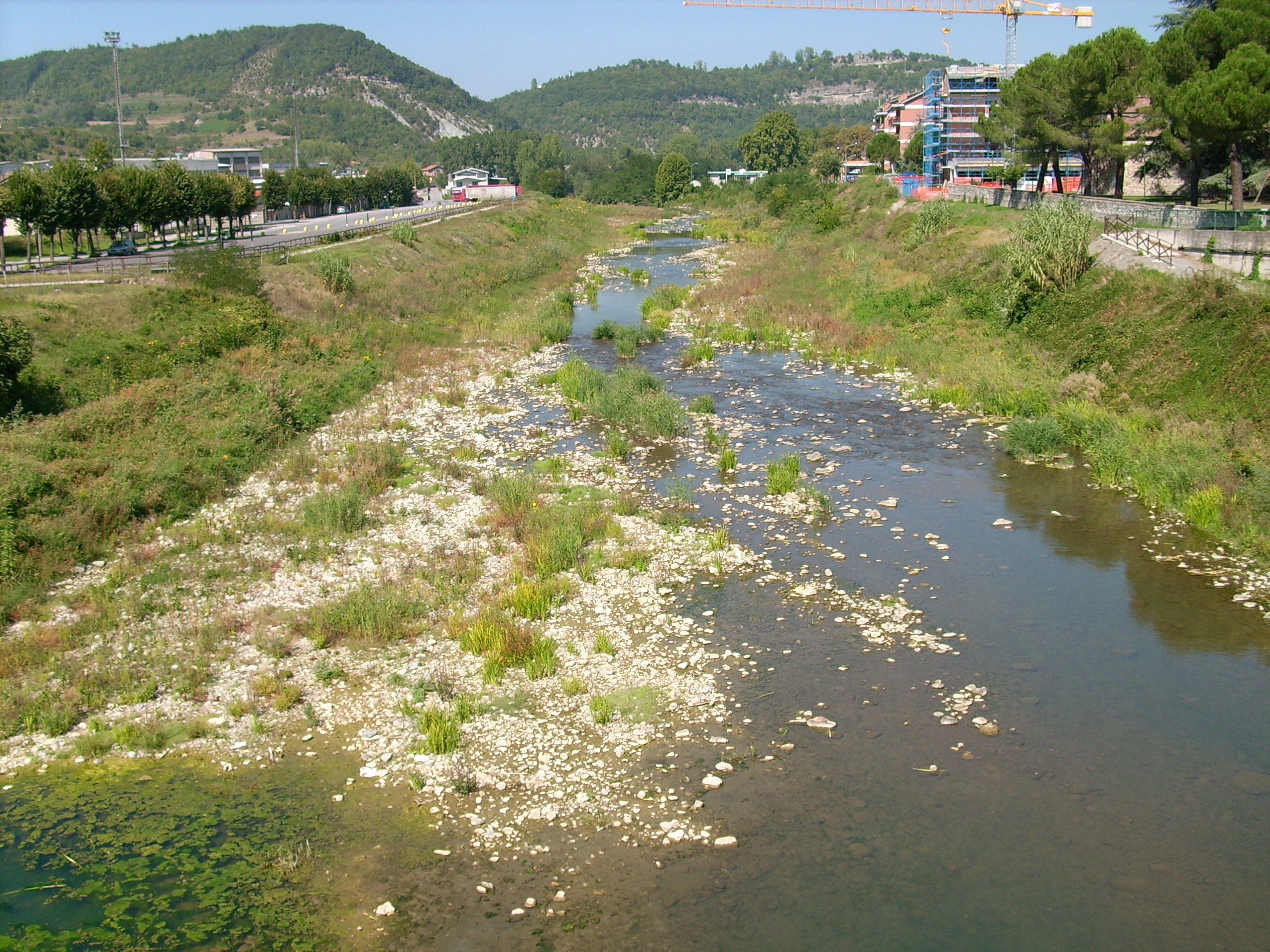
Il fiume Bormida di Millesimo presso l'adiacente paese savonese

Il primo tratto della Bormida, noto come Bormida di Millesimo, nasce in Liguria a circa 800 m di altitudine dalla Rocca Barbena (Alpi Liguri). Scorre inizialmente in una valle molto suggestiva bagnando i centri di Bardineto e Calizzano (SV), arricchendosi del contributo di innumerevoli rii e corsi d'acqua (da sinistra il Rio Nero, il Rio di Valle e il Rio di Vetria; da destra il torrente Frassino, il Rio delle Giaire, il Rio di Parasacco, il Rio di S. Giovanni e il Rio Secco) sino a giungere nei pressi di Murialdo (SV), dove entra nel parco della "Valle dei Tre Re" scorrendo incassata tra suggestive pareti rocciose.
Una volta giunto presso Acquafredda, frazione di Millesimo (SV), il fiume riceve poi il primo affluente notevole: il torrente Osiglietta, proveniente dal Monte Settepani (1 386 m) e che, sbarrato da un'imponente diga, forma il pittoresco lago di Osiglia. 
Da qui il fiume, con portata quasi raddoppiata, prosegue scorrendo sotto i cavalcavia dell'Autostrada Torino-Savona, e sbarrato da una piccola diga bagna il comune di Millesimo, attraversando anche i resti di un antico ponte medievale. Da questo punto, dopo aver ricevuto da sinistra l'affluenza del torrente Zemola, la Bormida di Millesimo termina il corso montano aprendosi la strada incassata ai piedi degli aspri rilievi delle Langhe. Subito attraversa il comune di Cengio dove viene sbarrato da una piccola diga, dopo di che entra in Piemonte percorrendo con corso assai tortuoso una suggestiva valle boschiva. Qui bagna un gran numero di centri tutti situati in provincia di Cuneo tra i quali Saliceto, Camerana, Monesiglio, Gorzegno, Torre Bormida e Cortemilia.
Presso quest'ultimo centro riceve da destra il torrente Uzzone (17,8 km e 1,7 m³/s), un corso d'acqua importante per il suo processo auto-depurativo data l'ottima qualità delle sue acque (anche se scarse), e famoso anche per le sue piene irruenti. Da qui entra per un breve tratto in provincia di Asti scorrendo nelle zone dell'alto Monferrato bagnando i comuni di Vesime, Cessole, Loazzolo e Bubbio. Presso Monastero Bormida il fiume viene scavalcato da un antico ponte romanico in parte seriamente lesionato durante un'eccezionale piena avvenuta nel novembre 1994. In questo tratto ha una portata media annua di circa 9,2 m³/s e riceve da destra il contributo di alcuni piccoli corsi d'acqua tra i quali i due torrenti di nome Tatorba, il Tatorba d'Olmo e quello di Monastero. Continuando la sua corsa bagna Sessame per entrare poi in provincia di Alessandria giungendo alle porte di Bistagno, dove riceve da destra la Bormida di Spigno (7,6 m³/s, da molti considerato il ramo sorgentizio orientale del fiume Bormida).

## Il tratto medio-basso: la Bormida

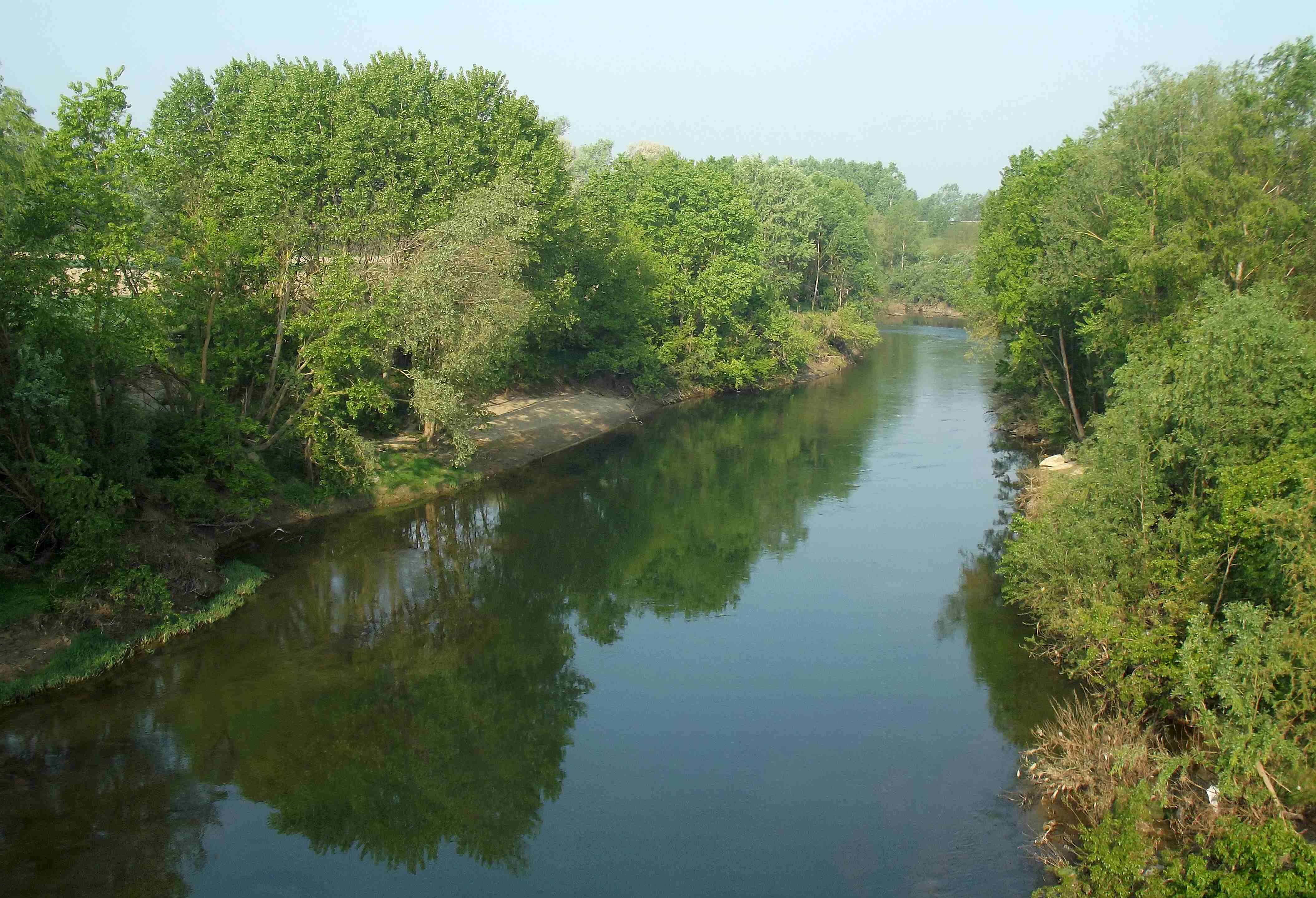
La Bormida tra Castellazzo e Cantalupo

Dopo questa confluenza, che avviene a circa 90 km dalle sorgenti di Rocca Barbena, il fiume cambia nome diventando semplicemente Bormida. La portata idrica raddoppia attestandosi ora sui 17 m³/s annui mentre la valle si allarga diventando più dolce e regolare. 
Dopo aver bagnato Terzo e aver ricevuto da sinistra il torrente Bogliona e da destra le acque del torrente Erro (42 km e 4,6 m³/s), il fiume bagna la città di Acqui Terme, lambendo i resti di un antico acquedotto romano e ricevendo da sinistra il rio Medrio proveniente dalle colline intorno al comune di Alice Bel Colle. Presso il comune di Visone riceve poi da destra gli scarsi apporti dei torrenti Visone (0,8 m³/s) e Caramagna (0,6 m³/s). Prosegue poi bagnando Strevi, Rivalta Bormida e Cassine (dove uno sbarramento sottrae perennemente al fiume 4 m³/s per alimentare il Canale Carlo Alberto che va poi a sfociare nel Tanaro presso Villa del Foro), apprestandosi poi a lasciare i rilievi del Monferrato per entrare in pianura pesantemente arginato e con andamento ad anse.
A Sezzadio, il fiume riceve da destra il piccolo torrente Stanavazzo dopo di che attraversa il comune di Castellazzo Bormida dove si unisce presso il Ponte della Maranzana con l'Orba (73 km e c. 15,2 m³/s), il suo principale affluente di destra, delimitando il confine tra i comuni di Castellazzo Bormida, Alessandria e Frugarolo.
Da qui in poi, con una portata media nuovamente quasi raddoppiata, il fiume lambisce la periferia sud di Alessandria imponentemente arginato dalla tangenziale di Alessandria, sino a giungere nei pressi di Pavone dove sfocia da destra nel fiume Tanaro.

## Regime idrologico
La portata media annua della Bormida si attesta (dopo la confluenza con l'Orba) sui 33 m³/s, un valore abbastanza importante.
In realtà l'andamento delle portate del fiume risente pesantemente dell'andamento delle precipitazioni tanto da essere classificato come un corso d'acqua a regime pluviale. 
Lo stesso infatti si caratterizza per il suo carattere estremamente capriccioso (nel basso corso e in particolare a valle della confluenza con l'Orba, straripa con frequenza praticamente annuale), fatto di piene tumultuose (talvolta catastrofiche), che si verificano principalmente nella stagione autunnale o tardo primaverile, durante le quali il fiume può raggiungere in brevissimo tempo valori di portata anche prossimi ai 3 000 m³/s. Per contro in estate subisce magre assai accentuate a causa delle scarse precipitazioni e dei massicci prelievi idrici effettuati sull'affluente Orba.
In data 15 novembre 2014 a seguito di piogge violentissime sul tutto il bacino, in particolare nella porzione dell'affluente Orba, che hanno causato svariati eventi alluvionali in Liguria e Piemonte, il fiume ha raggiunto ad Alessandria un livello di piena record mai toccato prima pari a 9,20 metri, facendo seriamente temere il verificarsi di un'alluvione in città; record però poi battuto in data 24 novembre 2019 con 9,39 metri a seguito di un'ondate eccezionale di maltempo e soprattutto il 4 ottobre 2021 dove ha toccato i 9,41 metri (con una picco di portata di 3 000 m³/s) a seguito di un'eccezionale precipitazione che ha interessato l'alta porzione di bacino sul ramo di Spigno e gli effluenti Erro e Orba.

## Storia

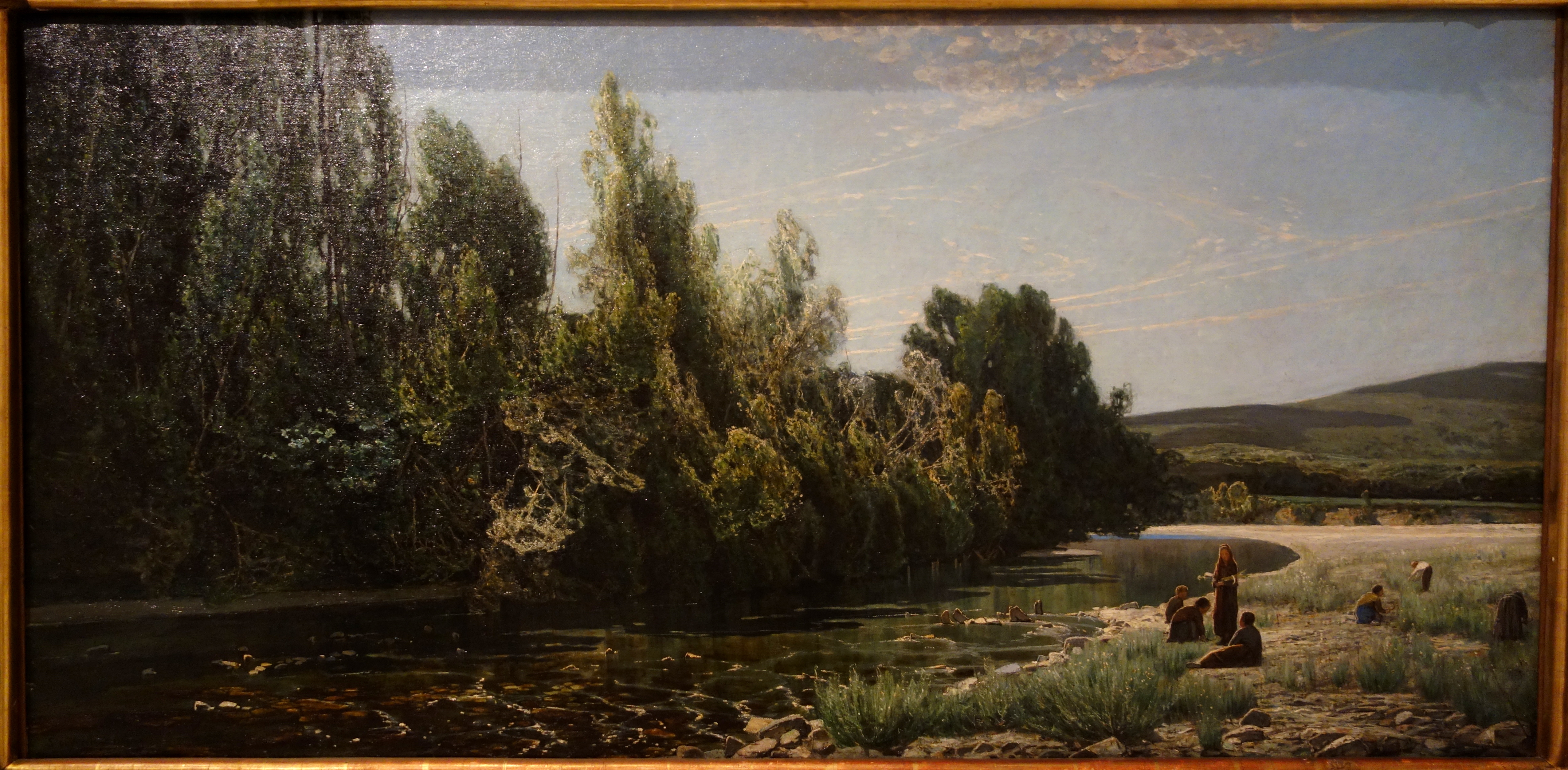
La Bormida nella seconda metà del XIX secolo (Serafin de Avendano)

Per gestire le acque del fiume, congiuntamente a quelle del torrente Uzzone, venne costituito il Consorzio idraulico di terza categoria del fiume Bormida e del torrente Uzzone, con sede a Cortemilia; l'ente fu in seguito sciolto e liquidato ai sensi di un decreto del ministero del Tesoro che data 16 dicembre 1994.

### Inquinamento e problemi ambientali
In un recente passato la valle di questo fiume finì al centro delle cronache italiane per i seri problemi ambientali causati dallo stabilimento chimico ACNA di Cengio, che per più di un secolo ne ha inquinato il tratto alto (il ramo di Millesimo), scaricando direttamente nelle sue acque sostanze chimiche assai tossiche (benzene, fenolo e molti altri derivati di lavorazione del petrolio e dei coloranti), tanto da renderlo biologicamente morto per più di una ventina di chilometri a valle. 
Nel 1994, dopo decenni di lotte da parte degli abitanti della valle, l'industria venne fatta chiudere dalle regioni Liguria e Piemonte tanto che da allora le condizioni generali delle acque del fiume sono migliorate notevolmente. Restano però a tutt'oggi pesanti problemi ancora da risolvere in merito alla bonifica del sito dove sorge la ex-fabbrica.
L'intera area infatti è una vera e propria “bomba ecologica” a cielo aperto: nei suoi cortili sono stoccate tonnellate di scarti di lavorazione in cosiddetti “lagoons” (pozzi a cielo aperto), costituiti principalmente da fanghi di lavorazione essiccati estremamente tossici per la salute. Una bomba che si trova proprio a ridosso dell'alveo della Bormida, quindi palesemente a rischio alluvione in caso di piene eccezionali (vedi novembre 1994) e che, considerato proprio il carattere irrequieto dello stesso fiume, non si possono escludere.

Oltre a ciò, i terreni sui quali poggia l'intero ex-stabilimento sono totalmente impregnati di sostanze altamente tossiche per svariati metri di profondità tanto da non escludere (nonostante siano state costruite grosse barriere in cemento sulle sponde del fiume) possibili fenomeni di inquinamento del fiume da “percolazione”.
E ancora, nonostante il miglioramento di qualità delle acque superficiali, gli acquiferi profondi della Bormida a partire da Cengio e sino e oltre Acqui Terme (ben 80 km a valle della fabbrica), parrebbero impregnati da quantitativi sconosciuti di inquinanti e metalli pesanti non facilmente rilevabili e classificabili a tal punto da rendere ancora oggi le acque del fiume non utilizzabili, né per usi agricoli né tanto meno per usi potabili, nonostante siano ormai trascorsi quasi vent'anni dalla chiusura dell'industria in questione (Ord. 5/89 Provincia di Alessandria). Attualmente è in atto un'imponente opera di bonifica dell'area inquinata di Cengio che sembrerebbe essere ormai vicina alla conclusione. In ogni caso nessuno si è ancora pronunciato sul possibile riutilizzo a fini potabili delle acque della Bormida, considerata anche la presenza di altre importanti fonti di inquinamento che tuttora minacciano il ramo di Spigno (3M di Ferrania, Italiana Coke di Cairo Montenotte, zona industriale di San Giuseppe di Cairo).

## La Bormida nella letteratura
Il fiume è citato nell'ode Marzo 1821 di Alessandro Manzoni («Chi potrà della gemina Dora / della Bormida al Tanaro sposa / del Ticino e dell'Orba selvosa / scerner l'onde confuse nel Po».)